# España en los Juegos Mundiales de Chengdu 2025
España participó en los Juegos Mundiales de 2025 en Chengdu, China del 7 al 17 de agosto de 2025.

## Competidores
Listado de competidores españoles en los Juegos Mundiales de 2025.
| Deporte                   | Hombres | Mujeres | Total |
| ------------------------- | ------- | ------- | ----- |
| Deportes aéreos           | 2       | 0       | 2     |
| Tiro con arco             | 2       | 1       | 2     |
| Billar                    | 0       | 1       | 1     |
| Petanca                   | 1       | 1       | 2     |
| Barco dragón              | 11      | 11      | 22    |
| Maratón en Kayak          | 1       | 1       | 2     |
| Kayak-polo                | 8       | 8       | 16    |
| Baile deportivo           | 2       | 1       | 3     |
| Gimnasia                  | 7       | 3       | 10    |
| Balonmano playa           | 10      | 10      | 20    |
| Karate                    | 0       | 2       | 2     |
| Salvamento acuático       | 6       | 5       | 11    |
| Orientación               | 4       | 4       | 8     |
| Levantamiento de potencia | 2       | 0       | 2     |
| Deportes sobre ruedas     | 4       | 3       | 7     |
| Squash                    | 0       | 2       | 2     |
| Duatlón                   | 1       | 1       | 2     |
| Wakeboard                 | 0       | 2       | 2     |
| Wushu                     | 1       | 1       | 2     |
| Total                     | 62      | 57      | 119   |

## Medallistas
Listado completo de medallistas.
| Medalla           | Nombre | Deporte                            | Evento                             |
| ----------------- | --- | ---------------------------------- | ---------------------------------- |
| Medalla de oro    | Juan Daniel Molina José Moreno                                                                                 | Gimnasia acrobática                | Parejas masculino                  |
| Medalla de oro    | Jhoan Sebastián Guzmán Bitar                                                                                   | Patinaje de velocidad en carretera | 100 metros sprint                  |
| Medalla de oro    | Jhoan Sebastián Guzmán Bitar                                                                                   | Patinaje de velocidad en carretera | 1 vuelta                           |
| Medalla de oro    | Jhoan Sebastián Guzmán Bitar                                                                                   | Patinaje de velocidad en pista     | 200 metros contrarreloj dual       |
| Medalla de oro    | Jhoan Sebastián Guzmán Bitar                                                                                   | Patinaje de velocidad en pista     | 500 metros sprint                  |
| Medalla de oro    | Jhoan Sebastián Guzmán Bitar                                                                                   | Patinaje de velocidad en pista     | 1.000 metros sprint                |
| Medalla de oro    | Francisco José Peula Cabello                                                                                   | Patinaje de velocidad en carretera | 10.000 metros puntos               |
| Medalla de oro    | María Varo Zubiri Javier Martín Morales                                                                        | Duatlón                            | Relevos mixto                      |
| Medalla de plata  | María Torres García                                                                                            | Karate                             | Kumite femenino +68 kg             |
| Medalla de plata  | María Varo Zubiri                                                                                              | Duatlón                            | Duatlón femenino                   |
| Medalla de bronce | Antía García Silva                                                                                             | Salvamento acuático                | 100m rescate de maniquí con aletas |
| Medalla de bronce | Diandra Illes Guillem Pascual Iniesta                                                                          | Baile deportivo                    | Latino                             |
| Medalla de bronce | Paola García Lozano                                                                                            | Karate                             | Kata femenino                      |
| Medalla de bronce | Antía García Silva Nuria Payola Anglada Yael Mantecón Ruiz-Santaquiteri María Rodríguez Rodríguez de la Sierra | Salvamento acuático                | 4x50 metros relevos femenino       |
| Medalla de bronce | Equipo mixto                                                                                                   | Barco dragón                       | 8 asientos 2.000 metros            |
| Medalla de bronce | Equipo mixto                                                                                                   | Barco dragón                       | 10 asientos 2.000 metros           |
| Medalla de bronce | Maria Prieto Del Campo                                                                                         | Orientación                        | Sprint femenino                    |
| Medalla de bronce | César Vera Bringas                                                                                             | Tiro con arco                      | Tiro con arco desnudo masculino    |
| Medalla de bronce | Melania Rodríguez                                                                                              | Gimnasia                           | Trampolín doble mini               |
| Medalla de bronce | Selección femenina                                                                                             | Balonmano playa                    | Femenino                           |
| Medalla de bronce | Laura Oria Albelda                                                                                             | Inline Freestyle                   | Classic Slalom                     |
| Medalla de bronce | Marta Domínguez Fernández                                                                                      | Squash                             | Solo femenino                      |
| Medalla de bronce | André Fandiño Bonet                                                                                            | Wushu                              | Sanda 85 kg masculino              |

## Deportes aéreos
Carrera de drones
El resultado fue el siguiente:
| Atleta                    | Evento            | Ronda 1           | Ronda 1  | Ronda 2       | Ronda 2  | Repechaje | Repechaje | Semifinal | Semifinal | Final     | Final    |
| Atleta                    | Evento            | Resultado         | Posición | Resultado     | Posición | Resultado | Posición  | Resultado | Posición  | Resultado | Posición |
| ------------------------- | ----------------- | ----------------- | -------- | ------------- | -------- | --------- | --------- | --------- | --------- | --------- | -------- |
| Vicent Mayans Cervera     | Carrera de drones | 1:46.598          | 2        | No finalizado |          |           |           |           |           |           |          |
| Rodrigo Martínez Villares | Carrera de drones | 1:46.666 1:48.247 | 2        | 1:44.694      | 3        |           |           |           |           |           |          |

## Tiro con arco
Arco desnudo masculino
El resultado fue el siguiente:
| Atleta                 | Rondas de eliminación | Rondas de eliminación | Semifinal              | Final / MB            | Final / MB        |
| Atleta                 | Competidor Resultado  | Competidor Resultado  | Competidor Resultado   | Competidor Resultado  | Posición          |
| ---------------------- | --------------------- | --------------------- | ---------------------- | --------------------- | ----------------- |
| César Vera Bringas     | Wang (CHN) G 78–78    | Meyer (GER) G 82–78   | Barbieri (ITA) P 47–55 | Jonnson (SWE) G 55–40 | Medalla de bronce |
| David García Fernández | Annall (USA) G 75–58  | Davis (USA) P 71–75   |                        |                       | 9                 |

Arco desnudo femenino
El resultado fue el siguiente:
| Atleta                | Rondas de eliminación | Rondas de eliminación | Rondas de eliminación     | Semifinal            | Final / MB           | Final / MB |
| Atleta                | Competidor Resultado  | Competidor Resultado  | Competidor Resultado      | Competidor Resultado | Competidor Resultado | Posición   |
| --------------------- | --------------------- | --------------------- | ------------------------- | -------------------- | -------------------- | ---------- |
| Ana María Cano García | Bacin (ROM) P 68–74   | He (CHN) G 62–59      | Fairweather (AUS) P 64–76 |                      |                      | 5          |

## Billar
Bola 10 femenino
El resultado fue el siguiente:
| Atleta                     | Evento           | Ronda de eliminación | Cuartos de final     | Semifinal            | Final / MB           | Final / MB |
| Atleta                     | Evento           | Competidor Resultado | Competidor Resultado | Competidor Resultado | Competidor Resultado | Posición   |
| -------------------------- | ---------------- | -------------------- | -------------------- | -------------------- | -------------------- | ---------- |
| María Teresa Ropero García | Bola 10 femenino | Tkach (AIN) P 7-6    | Kaplan (GER) G 7-4   | Centeno (PHI) P 7-2  |                      | 5          |

## Petanca
Petanca tiro de precisión
El resultado fue el siguiente:
| Atleta                | Evento                              | Clasificación | Clasificación | Semifinals           | Final / MB           | Final / MB |
| Atleta                | Evento                              | Resultado     | Posición      | Competidor Resultado | Competidor Resultado | Posición   |
| --------------------- | ----------------------------------- | ------------- | ------------- | -------------------- | -------------------- | ---------- |
| Jesús Escacho Alarcón | Petanca tiro de precisión masculino | 60            | 5             |                      |                      | 7          |
| Sara Díaz Reyes       | Petanca tiro de precisión femenino  | 49            | 5             |                      |                      | 7          |

Petanca clásica
El resultado fue el siguiente:
| Atleta                                  | Evento                       | Rondas de eliminación            | Rondas de eliminación  | Rondas de eliminación | Semifinal            | Final / MB           | Final / MB |
| Atleta                                  | Evento                       | Competidor Resultado             | Competidor Resultado   | Posición              | Competidor Resultado | Competidor Resultado | Posición   |
| --------------------------------------- | ---------------------------- | -------------------------------- | ---------------------- | --------------------- | -------------------- | -------------------- | ---------- |
| Jesús Escacho Alarcón y Sara Díaz Reyes | Petanca clásica dobles mixto | Bottero y Chiapello (ITA) P 4-11 | Kim y Vo (VIE) G 10-13 | 5                     |                      |                      | 5          |

## Barco dragón
10 asientos mixto
El resultado fue el siguiente:
| Evento       | Ronda de eliminación | Ronda de eliminación | Semifinal | Semifinal | Final / MB | Final / MB        |
| Evento       | Resultado            | Posición             | Resultado | Posición  | Resultado  | Posición          |
| ------------ | -------------------- | -------------------- | --------- | --------- | ---------- | ----------------- |
| 200 metros   | 50.70                | 4                    | 50.69     | 3         |            | 7                 |
| 500 metros   | 2:09.98              | 2                    |           |           | 2:09.11    | 4                 |
| 2.000 metros |                      |                      |           |           | 9:23.84    | Medalla de bronce |

8 asientos mixto
El resultado fue el siguiente:
| Evento       | Ronda de eliminación | Ronda de eliminación | Semifinal | Semifinal | Final / MB | Final / MB        |
| Evento       | Resultado            | Posición             | Resultado | Posición  | Resultado  | Posición          |
| ------------ | -------------------- | -------------------- | --------- | --------- | ---------- | ----------------- |
| 200 metros   | 49.18                | 4                    | 49.32     | 3         |            | 7                 |
| 500 metros   | 2:09.54              | 3                    | 2:07.95   | 2         | 2:08.20    | 5                 |
| 2.000 metros |                      |                      |           |           | 9:23.75    | Medalla de bronce |

## Maratón en Kayak
El resultado fue el siguiente:
| Atleta             | Evento                       | Resultado  | Posición |
| ------------------ | ---------------------------- | ---------- | -------- |
| Iván Alonso Lage   | K1 distancia larga masculino | 1:40:56.23 | 11       |
| Eva Barrios Marcos | K1 distancia larga femenino  | 1:51:53.84 | 6        |
| Iván Alonso Lage   | K1 distancia corta masculino | 14:31.29   | 9        |
| Eva Barrios Marcos | K1 distancia corta femenino  | 16:06.01   | 5        |

## Kayak-polo
El resultado fue el siguiente:
| Evento               | Ronda preliminar         | Ronda preliminar     | Ronda preliminar      | Ronda preliminar | Cuartos de final          | Semifinal            | Final                 | Posición |
| Evento               | Competidor Resultado     | Competidor Resultado | Competidor Resultado  | Posición         | Competidor Resultado      | Competidor Resultado | Competidor Resultado  | Posición |
| -------------------- | ------------------------ | -------------------- | --------------------- | ---------------- | ------------------------- | -------------------- | --------------------- | -------- |
| Kayak-polo masculino | Dinamarca (DEN) P 4-5    | Francia (FRA) P 4-5  | Polonia (POL) G 8-5   | 3                | Italia (ITA) P 5-3        | China (CHN) G 0-10   | Francia (FRA) P 7-2   | 5        |
| Kayak-polo femenino  | Países Bajos (NED) E 5-5 | Italia (ITA) P 1-2   | Dinamarca (DEN) E 3-3 | 3                | Nueva Zelanda (NZL) P 3-2 | China (CHN) G 1-10   | Dinamarca (DEN) G 1-3 | 5        |

## Baile deportivo
Baile latino
El resultado fue el siguiente:
| Atletas                               | Ronda de eliminación | Ronda de eliminación | Ronda de eliminación | Ronda de eliminación | Ronda de eliminación | Ronda de eliminación | Ronda de eliminación |
| Atletas                               | Samba                | Cha Cha Cha          | Rumba                | Paso doble           | Jive                 | Total                | Posición             |
| ------------------------------------- | -------------------- | -------------------- | -------------------- | -------------------- | -------------------- | -------------------- | -------------------- |
| Guillem Pascual Iniesta Diandra Illes | 37.42                | 37.42                | 37.42                | 37.50                | 37.33                | 187.09               | 3                    |

| Atletas                               | Semifinal | Semifinal   | Semifinal | Semifinal  | Semifinal | Semifinal | Semifinal |
| Atletas                               | Samba     | Cha Cha Cha | Rumba     | Paso doble | Jive      | Total     | Posición  |
| ------------------------------------- | --------- | ----------- | --------- | ---------- | --------- | --------- | --------- |
| Guillem Pascual Iniesta Diandra Illes | 37.75     | 37.75       | 37.58     | 37.83      | 37.67     | 188.58    | 4         |

| Atletas                               | Final | Final       | Final | Final      | Final | Final  | Final             |
| Atletas                               | Samba | Cha Cha Cha | Rumba | Paso doble | Jive  | Total  | Posición          |
| ------------------------------------- | ----- | ----------- | ----- | ---------- | ----- | ------ | ----------------- |
| Guillem Pascual Iniesta Diandra Illes | 37.83 | 37.58       | 37.88 | 37.83      | 37.33 | 188.45 | Medalla de bronce |

Breaking
El resultado fue el siguiente:
| Atleta | Evento         | Ronda preliminar     | Cuartos de final     | Semifinal            | Final                | Posición |
| Atleta | Evento         | Competidor Resultado | Competidor Resultado | Competidor Resultado | Competidor Resultado | Posición |
| ------ | -------------- | -------------------- | -------------------- | -------------------- | -------------------- | -------- |
| Xak    | Breaking B-Boy | Kuzya (UKR) P 0-2    |                      |                      |                      | 13       |

## Gimnasia
Gimnasia acrobática
El resultado fue el siguiente:
| Atletas                        | Evento                                | Ronda clasificatoria | Ronda clasificatoria | Ronda clasificatoria | Ronda clasificatoria | Ronda clasificatoria | Ronda clasificatoria |
| Atletas                        | Evento                                | Balance              | Balance              | Dinámico             | Dinámico             | Total                | Total                |
| Atletas                        | Evento                                | Puntuación           | Posición             | Puntuación           | Posición             | Puntuación           | Posición             |
| ------------------------------ | ------------------------------------- | -------------------- | -------------------- | -------------------- | -------------------- | -------------------- | -------------------- |
| Juan Daniel Molina José Moreno | Gimnasia acrobática parejas masculino | 28.300               | 3                    | 28.010               | 1                    | 56.310               | 3                    |

| Atletas                        | Evento                                | Final      | Final      | Final      | Final        | Final  | Final          |
| Atletas                        | Evento                                | Dificultad | Artístico  | Ejecución  | Penalización | Total  | Posición       |
| Atletas                        | Evento                                | Puntuación | Puntuación | Puntuación | Puntuación   | Total  | Posición       |
| ------------------------------ | ------------------------------------- | ---------- | ---------- | ---------- | ------------ | ------ | -------------- |
| Juan Daniel Molina José Moreno | Gimnasia acrobática parejas masculino | 1.920      | 8.900      | 18.000     |              | 28.820 | Medalla de oro |

Gimnasia aeróbica
El resultado fue el siguiente:
| Atletas                                                       | Evento | Ronda clasificatoria | Ronda clasificatoria | Final      | Final    |
| Atletas                                                       | Evento | Puntuación           | Posición             | Puntuación | Posición |
| ------------------------------------------------------------- | ------ | -------------------- | -------------------- | ---------- | -------- |
| Carles Guillem Raúl Toro Sonia Vidal Nacho Viguer Miquel Mané | Grupos | 18.492               | 5                    |            |          |

Parkour
El resultado fue el siguiente:
| Atleta           | Evento                     | Ronda clasificatoria | Ronda clasificatoria | Final  | Final    |
| Atleta           | Evento                     | Tiempo               | Posición             | Tiempo | Posición |
| ---------------- | -------------------------- | -------------------- | -------------------- | ------ | -------- |
| Stefanny Navarro | Parkour velocidad femenino | 46.44                | 7                    |        |          |

| Atleta           | Evento                        | Ronda clasificatoria | Ronda clasificatoria | Ronda clasificatoria | Ronda clasificatoria | Final      | Final     | Final            | Final    |
| Atleta           | Evento                        | Dificultad           | Ejecución            | Puntuación total     | Posición             | Dificultad | Ejecución | Puntuación total | Posición |
| ---------------- | ----------------------------- | -------------------- | -------------------- | -------------------- | -------------------- | ---------- | --------- | ---------------- | -------- |
| Stefanny Navarro | Parkour estilo libre femenino | 7.5                  | 11.8                 | 19.3                 | 6                    | 7.7        | 11.3      | 19.0             | 6        |

Trampolín'
El resultado fue el siguiente:
| Atleta            | Evento                         | Ronda clasificatoria | Ronda clasificatoria | Semifinal | Semifinal | Final / MB | Final / MB        |
| Atleta            | Evento                         | Resultado            | Posición             | Resultado | Posición  | Resultado  | Posición          |
| ----------------- | ------------------------------ | -------------------- | -------------------- | --------- | --------- | ---------- | ----------------- |
| Carlos del Ser    | Trampolín doble mini masculino | 49.400               | 6                    |           |           |            |                   |
| Melania Rodríguez | Tampolín doble mini femenino   | 52.000               | 2                    | 19.400    | 3         | 26.900     | Medalla de bronce |

## Balonmano playa
El resultado fue el siguiente:
| Atletas                                | Fase de grupos        | Fase de grupos        | Fase de grupos       | Cuartos de final     | Semifinal             | Final / MB            | Final / MB        |
| Atletas                                | Competidor Resultado  | Competidor Resultado  | Competidor Resultado | Competidor Resultado | Competidor Resultado  | Competidor Resultado  | Posición          |
| -------------------------------------- | --------------------- | --------------------- | -------------------- | -------------------- | --------------------- | --------------------- | ----------------- |
| Selección de balonmano playa masculino | Dinamarca (DEN) G 1-2 | China (CHN) G 0-2     | Túnez (TUN) G 2-0    | Croacia (CRO) G 2-0  | Portugal (POR) P 1-2  | Brasil (BRA) P 1-2    | 4                 |
| Selección de balonmano playa femenino  | Alemania (GER) P 2-0  | Dinamarca (DEN) G 2-0 | Vietnam (VIE) G 2-1  | Portugal (POR) G 2-0 | Argentina (ARG) P 2-1 | Dinamarca (DEN) G 2-0 | Medalla de bronce |

## Karate
El resultado fue el siguiente:
| Atleta              | Evento                   | Ronda de clasificación           | Ronda de clasificación | Ronda de clasificación | Semifinal              | Final / MB                       | Final / MB        |
| Atleta              | Evento                   | Competidor Resultado             | Competidor Resultado   | Competidor Resultado   | Competidor Resultado   | Competidor Resultado             | Posición          |
| ------------------- | ------------------------ | -------------------------------- | ---------------------- | ---------------------- | ---------------------- | -------------------------------- | ----------------- |
| Paola García Lozano | Kata individual femenino | Zapata Machado (COL) G 40.2-39.0 | Lau (HKG) P 41.0-42.9  | Tao (CHN) G 41.2-40.1  | Ono (JPN) P 40.8-42.7  | Sadeghi Dastak (IRI) G 41.6-40.1 | Medalla de bronce |
| María Torres García | Kumite +68kg femenino    | Sullivan (AUS) G 1-3             | Okila (EGY) G 1-4      | Kneer (GER) G 1-1      | Berultseva (KAZ) G 1-2 | Kneer (GER) P 3-0                | Medalla de plata  |

## Salvamento acuático
El resultado fue el siguiente:
| Atleta                                                                                      | Evento                                             | Resultado | Posición          |
| ------------------------------------------------------------------------------------------- | -------------------------------------------------- | --------- | ----------------- |
| Jaime Irueste Rojo                                                                          | 100 metros rescate de maniquí con aletas masculino | 46.30     | 6                 |
| Iván Romero Fernández                                                                       | 100 metros rescate de maniquí con aletas masculino | 46.46     | 7                 |
| Antía García Silva                                                                          | 100 metros rescate de maniquí con aletas femenino  | 51.27     | Medalla de bronce |
| María Rodríguez Sierra                                                                      | 100 metros rescate de maniquí con aletas femenino  | 51.37     | 4                 |
| Raúl Marek Szpunar Rosa                                                                     | 100 metros rescate masculino                       | 1:01.74   | 6                 |
| María Rodríguez Sierra                                                                      | 200 metros super salvavidas femenino               | 2:30.15   | 6                 |
| María Rodríguez Sierra                                                                      | 200 metros remolque de maniquí y aletas femenino   | 1:00.30   | 6                 |
| Antía García Silva                                                                          | 50 metros rescate de maniquí femenino              | 34.99     | 6                 |
| Antía García Silva María Rodríguez Sierra Lola Caballero Fuset Yael Mantecón Ruiz           | 4x25 metros maniquí relevos                        | 1:17.26   | 4                 |
| Carlos Coronado Tejeda Raúl Marek Szpunar Rosa Marco Plazuelo Jiménez Javier Pérez Sánchez  | 4x50 metros relevos masculino                      | 1:28.50   | 7                 |
| Antía García Silva María Rodríguez Sierra Lola Caballero Fuset Yael Mantecón Ruiz           | 4x50 metros relevos femenino                       | 1:40.43   | Medalla de bronce |
| Carlos Coronado Tejeda Iván Romero Fernández Raúl Marek Szpunar Rosa Marco Plazuelo Jiménez | 4x50 metros salvavidas masculino                   | 1:42.64   | 4                 |
| Antía García Silva María Rodríguez Sierra Nuria Payola Anglada Yael Mantecón Ruiz           | 4x50 metros salvavidas femenino                    | 1:59.24   | 5                 |

## Orientación
El resultado fue el siguiente:
| Atleta                                                                                | Evento                    | Resultado      | Posición          |
| ------------------------------------------------------------------------------------- | ------------------------- | -------------- | ----------------- |
| David Rojas Jiménez                                                                   | Media distancia masculino | 56:31          | 13                |
| Quim Vich Díaz-Guerra                                                                 | Media distancia masculino | No finalizado  |                   |
| María Prieto del Campo                                                                | Media distancia femenino  | 54:05          | 12                |
| Ana Defez Cernicharo                                                                  | Media distancia femenino  | 1:11:45        | 30                |
| Quim Vich Díaz-Guerra                                                                 | Sprint masculino          | 17:57          | 28                |
| David Rojas Jiménez                                                                   | Sprint masculino          | No finalizado  |                   |
| María Prieto del Campo                                                                | Sprint femenino           | 16:25          | Medalla de bronce |
| Ana Defez Cernicharo                                                                  | Sprint femenino           | 22:13          | 37                |
| David Rojas Jiménez Quim Vich Díaz-Guerra María Prieto del Campo Ana Defez Cernicharo | Sprint relevos            | Descalificados |                   |

## Levantamiento de potencia
Modalidad clásica
El resultado fue el siguiente:
| Atleta                    | Evento                     | Ejercicio   | Ejercicio   | Ejercicio   | Peso total | Puntuación total | Posición |
| Atleta                    | Evento                     | Sentadillas | Press banca | Peso muerto | Peso total | Puntuación total | Posición |
| ------------------------- | -------------------------- | ----------- | ----------- | ----------- | ---------- | ---------------- | -------- |
| Ivan Campano Diaz         | Peso ligero masculino      | 220.0       | 152.5       | 270.0       | 642.5      | 105.49           | 6        |
| Victor Vazquez H-Carrillo | Peso superpesado masculino | 325.0       | 210.0       | 125.0       | 660.0      | 76.92            | 7        |

## Deportes sobre ruedas
Patinaje de velocidad en carretera
El resultado fue el siguiente:
| Atleta                       | Evento                         | Ronda preliminar | Ronda preliminar | Semifinal        | Semifinal | Final            | Final          |
| Atleta                       | Evento                         | Tiempo Resultado | Posición         | Tiempo Resultado | Posición  | Tiempo Resultado | Posición       |
| ---------------------------- | ------------------------------ | ---------------- | ---------------- | ---------------- | --------- | ---------------- | -------------- |
| Jhoan Sebastián Guzmán Bitar | 100 metros sprint masculino    | 9.881            | 1                | 9.717            | 1         | 9.530            | Medalla de oro |
| Jhoan Sebastián Guzmán Bitar | 1 vuelta masculino             | 33.314           | 3                | 33.949           | 1         | 34.372           | Medalla de oro |
| Luisa González               | 100 metros sprint femenino     | 11.576           | 3                |                  |           |                  | 13             |
| Luisa González               | 1 vuelta femenino              | 36.882           | 5                |                  |           |                  | 10             |
| Francisco José Peula Cabello | 10.000 metros puntos masculino |                  |                  |                  |           | 14:41.439        | Medalla de oro |

Patinaje de velocidad en pista
El resultado fue el siguiente:
| Atleta                       | Evento                                 | Ronda preliminar | Ronda preliminar | Semifinal        | Semifinal | Final            | Final          |
| Atleta                       | Evento                                 | Tiempo Resultado | Posición         | Tiempo Resultado | Posición  | Tiempo Resultado | Posición       |
| ---------------------------- | -------------------------------------- | ---------------- | ---------------- | ---------------- | --------- | ---------------- | -------------- |
| Jhoan Sebastián Guzmán Bitar | 200 metros contrarreloj dual masculino | 17.379           | 1                | -                | -         | 17.164           | Medalla de oro |
| Jhoan Sebastián Guzmán Bitar | 500 metros sprint masculino            | 42.269           | 4                | 42.700           | 1         | 42.200           | Medalla de oro |
| Jhoan Sebastián Guzmán Bitar | 1.000 metros sprint masculino          | 1:20.882         | 1                | 1:20.462         | 4         | 1:22.288         | Medalla de oro |
| Luisa González               | 200 metros contrarreloj dual femenino  | No finalizado    |                  |                  |           |                  |                |
| Luisa González               | 500 metros sprint femenino             | 45.117           | 4                |                  |           |                  | 10             |
| Francisco José Peula Cabello | 5.000 metros puntos masculino          |                  |                  |                  |           | 7:15.255         | 4              |
| Francisco José Peula Cabello | 10.000 metros puntos masculino         |                  |                  |                  |           | Eliminado        | 7              |

Patinaje en línea slalom clásico
El resultado fue el siguiente:
| Atleta                | Evento                                     | Posición | Posición | Posición | Posición | Posición | Penalización | Posición          |
| Atleta                | Evento                                     | Juez 1   | Juez 2   | Juez 3   | Juez 4   | Juez 5   | Penalización | Posición          |
| --------------------- | ------------------------------------------ | -------- | -------- | -------- | -------- | -------- | ------------ | ----------------- |
| Pau Bosch Coll        | Patinaje en línea slalom clásico masculino | 7        | 4        | 5        | 6        | 6        | 1            | 6                 |
| Laura Oria Albelda    | Patinaje en línea slalom clásico femenino  | 3        | 2        | 4        | 3        | 3        | 1            | Medalla de bronce |
| Victoria Andrés Jofre | Patinaje en línea slalom clásico femenino  | 4        | 4        | 5        | 5        | 5        | 1            | 5                 |

Patinaje en línea slalom de velocidad
El resultado fue el siguiente:
| Atleta              | Evento                        | Ronda clasificatoria | Ronda clasificatoria | Cuartos de final | Cuartos de final | Semifinal | Semifinal | Final     | Final    |
| Atleta              | Evento                        | Resultado            | Posición             | Resultado        | Posición         | Resultado | Posición  | Resultado | Posición |
| ------------------- | ----------------------------- | -------------------- | -------------------- | ---------------- | ---------------- | --------- | --------- | --------- | -------- |
| Álvaro Nieto Merino | Slalom de velocidad masculino | 4.797                | 9                    |                  |                  |           |           |           | 9        |

## Squash
El resultado fue el siguiente:
| Atleta                    | Evento                     | Primera ronda        | Segunda ronda        | Cuartos de final     | Semifinal            | Final / MB           | Final / MB        |
| Atleta                    | Evento                     | Competidor Resultado | Competidor Resultado | Competidor Resultado | Competidor Resultado | Competidor Resultado | Posición          |
| ------------------------- | -------------------------- | -------------------- | -------------------- | -------------------- | -------------------- | -------------------- | ----------------- |
| Marta Domínguez Fernández | Squash individual femenino | Cheng (CHN) G 3–0    | Tycova (GER) G 3–0   | Lee (HKG) G 3–2      | Watanabe (JPN) P 3–0 | Ho (HKG) G 3–0       | Medalla de bronce |
| Cristina Gómez Jiménez    | Squash individual femenino | Sugimoto (JPN) G 0–3 | Merlo (SUI) P 3-0    |                      |                      |                      | 13                |

## Duatlón
El resultado fue el siguiente:
| Atleta                                  | Evento                       | Tiempo  | Posición         |
| --------------------------------------- | ---------------------------- | ------- | ---------------- |
| Javier Martín Morales                   | Duatlón individual masculino | 1:18:46 | 15               |
| María Varo Zubiri                       | Duatlón individual femenino  | 1:25:33 | Medalla de plata |
| Javier Martín Morales María Varo Zubiri | Duatlón relevos mixto        | 1:19:21 | Medalla de oro   |

## Wakeboard
El resultado fue el siguiente:
| Atleta              | Evento                          | Ronda de clasificación | Ronda de clasificación | Cuartos de final | Cuartos de final | Semifinal | Semifinal | Final     | Final    |
| Atleta              | Evento                          | Resultado              | Posición               | Resultado        | Posición         | Resultado | Posición  | Resultado | Posición |
| ------------------- | ------------------------------- | ---------------------- | ---------------------- | ---------------- | ---------------- | --------- | --------- | --------- | -------- |
| Elena Bodi López    | Wakeboard con cable             | 54.00                  | 1                      | 54.40            | 4                |           |           |           | 7        |
| Noah Tamaral Torres | Wakeboard estilo libre femenino | 48.00                  | 2                      | 32.78            | 5                |           |           |           | 10       |

## Wushu
El resultado fue el siguiente:
| Atleta                              | Evento               | Cuartos de final     | Semifinal            | Final / MB             | Final / MB        |
| Atleta                              | Evento               | Competidor Resultado | Competidor Resultado | Competidor Resultado   | Posición          |
| ----------------------------------- | -------------------- | -------------------- | -------------------- | ---------------------- | ----------------- |
| André Fandiño Bonet                 | Sanda 85kg masculino | Vázquez (MEX) G 0-0  | Rigi (IRI) P 0-0     | Shevchenko (UKR) G 0-2 | Medalla de bronce |
| Marta Coral García-Carazo Fernandes | Sanda 60kg femenino  | Chan (HKG) P 0-2     |                      |                        | 5                 |

## Controversias
La Federación Española de Fútbol Americano anunció en un comunicado en febrero de 2025 que la selección española de Fútbol bandera se quedaba fuera de la competición de los Juegos Mundiales de 2025 por problemas presupuestarios, pese a haber sido clasificada en el campeonato mundial de 2024. De este modo cedían la plaza a Italia. Se espera que para los Juegos Olímpicos de Los Ángeles 2028 estén preparados para participar.